# Kinh tế Đức
Với 3,405 ngàn tỷ euro tổng sản phẩm quốc nội, nước Đức có nền kinh tế đứng hàng thứ tư trên thế giới và lớn nhất châu Âu. Tính đến cuối năm 2019, Đức là một trong ba quốc gia xuất khẩu nhiều nhất thế giới. Vì tương đối nghèo về nguyên liệu nên kinh tế Đức tập trung vào các lĩnh vực sản xuất công nghiệp và dịch vụ. Tuy vậy một diện tích lớn của Đức cũng được dùng trong nông nghiệp (nhưng chỉ vào khoảng 2% đến 3% tổng dân số lao động làm việc trong nông nghiệp). Trong thời gian gần đây mức tăng trưởng yếu đi và nền kinh tế Đức đã có những biểu hiện đuối kém đối với các ảnh hưởng bên ngoài, các vấn đề trong nước và các vấn đề trong việc hội nhập các tiểu bang mới.

## Đặc trưng
Nền kinh tế Đức thường được miêu tả là một nền kinh tế thị trường xã hội. Nhà nước Đức có nhiều chính sách xã hội rộng lớn. Mặc dù chính phủ có giúp đỡ một số lĩnh vực thông qua trợ cấp, cạnh tranh và kinh tế thị trường vẫn là cột trụ trong chính sách kinh tế. Nhà nước Đức đã tư nhân hóa một số doanh nghiệp như Công ty đường sắt Đức, Công ty viễn thông Đức, Công ty bưu điện Đức; thúc đẩy tư nhân hóa các công ty khác tạo thêm cạnh tranh.
Với tỷ lệ xuất khẩu hơn 1/3 sản phẩm quốc nội, kinh tế Đức có chiều hướng xuất khẩu cao và xuất khẩu luôn luôn là yếu tố chủ chốt cho tăng trưởng kinh tế của Đức. Vì thế nước Đức ủng hộ nhiều cho một hợp tác kinh tế mạnh mẽ trên bình diện châu Âu.

## Lịch sử

### Từ Chiến tranh thế giới thứ hai cho đến tái thống nhất
Sau Chiến tranh thế giới thứ hai kinh tế và xã hội Đức nằm ở đáy thấp. Sau cuộc cải cách tiền tệ năm 1948 việc tái xây dựng kinh tế đã thành công trong cái gọi là điều huyền diệu kinh tế (Wirtschaftswunder), đồng thời người dân được bảo vệ bởi một nhà nước xã hội. Nước Đức trở thành nước xuất khẩu đứng đầu; năng suất và chất lượng các sản phẩm Đức, đặc biệt là của ngành chế tạo máy, đã và vẫn luôn là tốt trên thế giới. Suốt cho đến đầu thập niên 1970 kinh tế Tây Đức hầu như tăng trưởng liên tục nhưng bắt đầu từ suy thoái kinh tế đầu thập niên 1980 mức tăng trưởng ngày càng kém đi. Sau đấy là 8 năm liền tăng trưởng, được giữ ở mức trung bình là 1,5% từ sau khi tái thống nhất. Tỷ lệ thất nghiệp nằm không ngừng ở mức độ cao.

### Từ khi tái thống nhất
Sau khi tái thống nhất nước Đức tạm thời phải gánh vác thêm nền kinh tế suy tàn của các tiểu bang mới. Việc này chủ yếu được trang trải bằng cách mượn thêm nợ mới và chuyển một số khoản phí tổn vào các hệ thống bảo vệ xã hội. Sau mười năm tái thống nhất Đức, có thể nhận ra được nhiều tiến bộ to lớn trong việc nâng cao mức sống của người dân Đông Đức, một nền kinh tế thị trường được thiết lập và hệ thống hạ tầng cơ sở được cải tiến. Nhưng đồng thời quá trình cân bằng giữa Đông và Tây kéo dài lâu hơn là dự định ban đầu, theo một số thước đo nhất định quá trình này đã dừng lại từ giữa thập niên 1990. Tốc độ tăng trưởng kinh tế ở Đông Đức thấp hơn ở Tây Đức, tỷ lệ thất nghiệp cao gấp hai lần, vì thế nhiều lao động có tay nghề đi tìm việc làm ở Tây Đức. Năng suất lao động ở Đông Đức vẫn ở mức thấp. Lượng tiêu dùng ở Đông Đức phụ thuộc trực tiếp vào số tiền chi viện từ Tây Đức, hằng năm vào khoảng 65 tỷ $ hay hơn 4% tổng sản phẩm quốc nội của Tây Đức.

## Các vấn đề
Mặc dù chịu ảnh hưởng từ các yếu tố bên ngoài, đa số các chuyên gia đều cho rằng các vấn đề cơ cấu nội địa mới là lý do chính cho tình trạng kinh tế đang suy yếu. Một thị trường lao động với các luật lệ cứng nhắc được một số chuyên gia nêu ra như là lý do chính cho tỷ lệ thất nghiệp cao. Được khuyến khích bằng khả năng chiết khấu thuế hay bằng tài trợ, các chủ doanh nghiệp Đức ngay trong những thời kỳ phát triển mạnh cũng ưu tiên đầu tư ở nước ngoài hay vào máy móc thay vì tạo việc làm mới trong nước.
Cũng như ở tất cả các nước châu Âu khác, tỷ lệ sinh đẻ ở Đức giảm xuống ở mức thấp. Kết quả của việc này, các thay đổi về kết cấu dân số (ngày càng ít người trẻ tuổi chi cấp cho người già ngày càng nhiều thêm), là các thử thách mới cho những hệ thống bảo vệ xã hội.
Toàn cầu hóa ngày một gia tăng từ thập niên 1980 cũng như các nền kinh tế vững mạnh hơn ở châu Á và từ thập niên 1990 ở Đông Âu dẫn đến việc các chỗ làm trong công nghiệp phải trả nhiều lương nhưng lại không cần tay nghề cao bị cắt giảm đi ở Đức. Thiếu hụt của các hệ thống bảo vệ xã hội lại được cân đối qua một thời gian dài bằng cách tăng các phí tổn phụ của lương ở các lao động còn lại. Điều này lại càng làm cho vấn đề trầm trọng thêm.

## Đối tác thương mại
Trong năm 2004 – cũng như năm trước đó – Pháp đứng đầu trong danh sách các nước Đức xuất khẩu sang, trước Mỹ và Anh. Trong năm 2004 tổng giá trị hàng hóa Đức xuất sang Pháp là 75,3 tỷ euro (chiếm tỷ lệ 10,3% trong tổng kim ngạch xuất khẩu), sang Mỹ là 64,8 tỷ euro (8,8%) và sang Anh 61,1 tỷ euro (8,3%).
Về nhập khẩu ba nước đứng đầu – cũng như năm trước đó – là Pháp (52,2 tỷ euro; chiếm tỷ lệ 9,0% trong tổng kim ngạch nhập khẩu), Hà Lan 47,9 tỷ euro; 8,3%) và Mỹ (40,3 tỷ euro; 7,0%).
Nguồn: Tổng cục thống kê liên bang Đức

## Số liệu thống kê
| Thu / Chi       | 2002     | 2003     | 2004     |
| --------------- | -------- | -------- | -------- |
| Thu             | 949,75   | 957,54   | 953,63   |
| Chi             | 1.027,24 | 1.038,88 | 1.033,93 |
| Bội chi         | -77,49   | -81,34   | -80,30   |
| Tính theo % GDP | -3,7     | -3,8     | -3,7     |

| Tên                              | Đơn vị | 2002     | 2003     | 2004     |
| -------------------------------- | ------ | -------- | -------- | -------- |
| Tổng sản phẩm quốc nội           | Tỷ EUR | 2.107,30 | 2.128,20 | 2.177,00 |
| Xuất khẩu                        | Tỷ EUR | 761,59   | 769,29   | 834,82   |
| Nhập khẩu                        | Tỷ EUR | 666,78   | 677,11   | 720,75   |
| Tổng sản lượng quốc gia          | Tỷ EUR | 2.088,08 | 2.114,18 | 2.171,22 |
| Thu nhập quốc dân                | Tỷ EUR | 1.551,88 | 1.569,26 | 1.615,58 |
| Tỷ lệ thay đổi GDP theo giá 1995 | %      | 0,1      | -0,1     | 1,6      |

| Tên hàng hóa             | Nhập khẩu | Xuất khẩu |
| ------------------------ | --------- | --------- |
| Các sản phẩm hóa         | 63.483    | 94.696    |
| Dầu thô và khí tự nhiên  | 39.241    | 4.209     |
| Khoáng sản               | 2.999     | 69        |
| Máy móc                  | 38.784    | 102.526   |
| Quần áo                  | 15.912    | 7.598     |
| Than và than bùn         | 1.706     | 199       |
| Xe và các bộ phận của xe | 59.585    | 134.914   |

Nguồn: Tổng cục thống kê liên bang Đức